# Saturn
 For alternative betydninger, se Saturn (flertydig). (Se også artikler, som begynder med Saturn)
Saturn er den sjette planet fra solen i vores solsystem. Det er den næststørste planet i solsystemet efter Jupiter. Saturn kendes på sine markante ringe, som består af utallige små is- og stenpartikler. Tidligere mente man, at dette ringsystem var noget enestående for Saturn, men det har senere vist sig at både Jupiter, Uranus og Neptun har tilsvarende, men langtfra så markante ringsystemer. Ved planetens nordlige pol befinder sig et fænomen kaldt Saturns heksagon.

## Måner
Der er 274 kendte måner i kredsløb omkring Saturn. I kategorien Saturns måner kan man slå de tidligst opdagede op efter navn i alfabetisk rækkefølge, men mange af månerne er dog ikke navngivet.
Langt de fleste af månerne er opdaget efter år 2000, dels ved hjælp af rumsonden Cassini, dels ved systematiske eftersøgninger udført fra observatorier her på Jorden og Hubble-rumteleskopet i kredsløb om Jorden. Nogle af de måner man har opdaget for nylig, er blot et par kilometer store, og teknisk set er hver eneste af de partikler, der danner Saturns ringsystem i sig selv en måne, og astronomerne har ikke nogen vedtaget grænse for hvad der er en lillebitte måne og hvad der er en stor ring-partikel.
Blandt de mange måner finder man bl.a. Titan; solsystemets næststørste måne (næst efter Jupiter-månen Ganymedes), og den eneste måne i Solsystemet med en betydelig atmosfære. Et andet fænomen der er unikt for Saturns system af måner, er samspillet mellem Epimetheus' og Janus' omløbsbaner: Hvert fjerde år kommer de så tæt på hinanden, at deres tyngdefelter får dem til at bytte deres næsten ens omløbsbaner. Andre steder ligger to små måner i Lagrange-punkterne L4 og L5 i forhold til en større månes omløb om Saturn.

## Ringsystemet
Saturns ringsystem består af utallige enkeltringe. Den inderste ring er D, herefter følger C, B, A, F, G og yderst E. A- og B-ringene er de mest lysstærke og det er normalt kun dem, man ser i et teleskop. De to ringe er adskilt af den mørke Cassini-deling. A-ringen er selv yderligere opdelt af Encke-gabet nær dens yderkant. C-ringen er svag og overstråles nemt af Saturn selv. Den smalle F-ring er ikke synlig med amatørteleskoper. Der findes andre ringe (D, E og G), der imidlertid er ekstremt svage. 
Ringene holdes på plads via resonanser fra de indre måner. Således ser Cassini-delingen ud til at være forårsaget af månen Mimas. De to små måner Prometheus og Pandora holder F-ringen på plads.
Saturns ringsystem eroderer løbende, idet materiale fra ringene trækkes ned i Saturns atmosfære i form af "ring-regn". Forskere anslår, at mellem 420 og 2.800 kg materiale forsvinder fra ringene hvert sekund, hvorfor ringene vil være væk om 300 millioner år.

## Antikke civilisationers planetnavne
- Sumererne og Babylonien – Ninurta.
- Fønikerne – El.
- Græske bystater – Kronos.
- Romerriget – Saturnus.